# Segoe
Segoe (/ˈsiːɡoʊ/ SEE-goh) là một kiểu chữ hay họ phông chữ đã đăng ký bản quyền của Microsoft. Công ty này sử dụng Segoe trong các tài liệu tiếp thị trực tuyến và in ấn, bao gồm các logo cho một số sản phẩm. Ngoài ra, họ phông chữ Segoe UI được nhiều phần mềm Microsoft sử dụng và có thể được cài đặt bởi các phần mềm (chẳng hạn như Microsoft Office 2007 và Windows Live Messenger 2009). Nó đã được cài làm phông chữ hệ điều hành mặc định của Microsoft bắt đầu từ Windows Vista, và cũng được sử dụng trên Outlook.com, dịch vụ email dựa trên web của Microsoft. Vào tháng 8 năm 2012, Microsoft đã công bố bộ logo chữ mới của mình sử dụng Segoe, thay thế cho logo mà hãng đã sử dụng trong 25 năm trước đó.
Segoe là thương hiệu đã đăng ký của Tập đoàn Microsoft, mặc dù kiểu chữ ban đầu được phát triển bởi Monotype Imaging.

## Segoe UI
Segoe UI là một kiểu chữ của họ phông chữ Segoe. Kiểu chữ này được sử dụng trong các sản phẩm của Microsoft cho văn bản giao diện người dùng, cũng như cho một số tài liệu hỗ trợ người dùng trực tuyến, nhằm cải thiện tính nhất quán trong cách người dùng xem các văn bản trên tất cả các ngôn ngữ. Segoe UI được sản xuất bởi Monotype Imaging.
Phiên bản Light và Semibold của Segoe UI đã được giới thiệu cùng với Windows 7.
Trong Windows 8, 8.1, 10 và 11, Segoe UI đã trải qua một số thay đổi và bổ sung:
- Phiên bản Semilight đã được giới thiệu để tạo ra một chiếc điện thoại có 11 pixel.
- Các biến thể in nghiêng đã được giới thiệu cho các kiểu chữ Light, Semilight và Semibold.
- Các phiên bản Light và Semibold đã được điều chỉnh để có chất lượng tốt hơn khi đọc trên màn hình.
- Những thay đổi về thiết kế kiểu chữ đã được thực hiện gần giống với họ phông chữ Segoe WP và có những điểm tương đồng với Linotype Frutiger. Giữa Windows Vista và Windows 7, các thay đổi đã được thực hiện đối với các chữ cái "I" và "Q", và các chữ số 1, 2, 4, 5, 7 và 8.
- Các chữ viết và bộ ký tự bổ sung được hỗ trợ, chẳng hạn như tiếng Ả Rập, tiếng Armenia, tiếng Gruzia (Mkhedruli và Khutsuri), tiếng Do Thái và chữ Fraser (Lisu).[10]
- Thêm các biến thể OpenType.

### Đặc điểm
Giao diện người dùng Segoe được tối ưu hóa cho môi trường hiển thị ClearType mặc định của Windows Vista và nó kém rõ ràng hơn đáng kể khi ClearType bị tắt, ngoại trừ ở các kích thước giao diện người dùng chính (8, 9 và 10 point). Kích thước phông chữ tiêu chuẩn đã tăng lên 9 point trong Windows Vista để phù hợp với bố cục và khả năng đọc tốt hơn cho tất cả các ngôn ngữ.
Phiên bản Windows Vista sử dụng Segoe UI (phiên bản 5.00) có phạm vi Unicode 4.1 hoàn chỉnh cho tiếng Latinh, tiếng Hy Lạp, Cyrillic và tiếng Ả Rập (chỉ dành cho tiếng La Mã), tổng cộng là 2843 glyphs theo trọng số thông thường.

### Các phiên bản Segoe UI
Ngoài kiểu chữ Segoe UI gốc, kiểu chữ này còn có các phiên bản khác:
- Segoe UI Light
- Segoe UI Light Italic
- Segoe UI Semilight
- Segoe UI Semilight Italic
- Segoe UI Italic
- Segoe UI Semibold
- Segoe UI Semibold Italic
- Segoe UI Bold
- Segoe UI Bold Italic
- Segoe UI Black
- Segoe UI Black Italic

## Ghi chú

Sự khác biệt đáng chú ý giữa các phiên bản cũ (trên cùng) và mới hơn (dưới cùng) của Segoe UI.